# Ruth Cameron
Ruth Cameron Haden  (* 4. Juni 1947; † 11. September 2021) war eine US-amerikanische Jazzsängerin und Musikproduzentin.

## Leben und Werk
Ruth Cameron stammte aus einer musikalischen Familie, aber begann ihre Karriere im Schauspielfach. Sie trat in Theatern in Nordamerika und Europa auf. Nach ihrer Hochzeit mit Charlie Haden wurde sie dessen Managerin und Produzentin des Quartet West. Die Kinder Josh Haden, Petra Haden, Rachel Haden und Tanya Haden haben alle eine Musikerkarriere eingeschlagen, entstammen aber einer früheren Verbindung von Charlie Haden und Ellen David.
Durch ihren Ehemann ermutigt, nahm Cameron im Jahr 1999 ihr erstes Album First Song auf. Charlie Haden widmete seiner Frau mehrere Kompositionen, darunter das Lied First Song sowie Waltz for Ruth, das er unter anderem auf seinem  Album Night and the City veröffentlichte. Im Oktober 2000 folgte ihr zweites Album Roadhouse.
Im April 2011 nahm Charlie Haden das Album Sophisticated Ladies mit mehreren Jazz-Sängerinnen, darunter auch Ruth Cameron, auf.